# Isarachnactis magnaghii
Espèce
Isarachnactis magnaghii est une espèce de cnidaires de la famille des Arachnactidae.

## Systématique
Le nom valide complet (avec auteur) de ce taxon est Isarachnactis magnaghii Calabresi (en), 1928.